# Hazelaaruil
De hazelaaruil (Colocasia coryli) is een nachtvlinder uit de familie van de uilen (Noctuidae). De voorvleugellengte bedraagt tussen de 14 en 17 millimeter. De soort komt voor in heel Europa en het westen van Azië. Hij overwintert als pop. De habitat van deze soort is loofbos.

## Waardplanten
De hazelaaruil heeft als waardplanten allerlei loofbomen, zoals hazelaar, eiken, beuk, haagbeuk, berken en Spaanse aak.

## Voorkomen in Nederland en België
De hazelaaruil is in Nederland en België een algemene soort, die verspreid over het hele gebied kan worden gezien. De vlinder kent twee generaties die vliegen van begin april tot begin september.